# Гајнина побуна
Гајнина побуна избила је у пролеће 399. године у Источном римском царству. Предводио га је Гајна Гот — римски војсковођа. Буна је избила за време владавине цара Аркадија, а завршена је потпуним неуспехом побуњеника и убиством њиховог вође.

## Увод
Године 399. Еутропије је успео себи да обезбеди звање конзула. То је био корак који је сигурно убрзао његов пад. Иако је титула конзула већ одавно била само почасна, ипак је то била највиша титула коју је Царство могло да додели, оно које су и сами цареви поносно носили — обично више него једном — током своје владавине; и када је била давана некоме изван царске породице, титула је без изузетака била резервисана за Римљане високог рода који за собом имају дуг историјат беспрекорног службовања. То што су је сада приграбили бивши роб и ушкопљена мушка проститутка било је више од онога што је слободно римско становништво Цариграда могло да поднесе. Иронија је што ствари нису покренули ни Сенат нити римско племство већ један Гот, онај исти Гајна коме је Стилихон поверио заповедништво над војском Истока и чији су војници пре четири године исекли Руфина, преторијског префекта. По приспећу у престоницу његово звање magister militum per orientem било је потврђено; и тако, кад је у пролеће 399. избила нова побуна међу готским насељеницима у Фригији, Гајна је био један од двојице војсковођа које су послали да је угуше, упркос свом готском пореклу.

## Уклањање Еутропија
Одмах по доласку у Фригију, Гајна је тајно променио страну, и у боју који је уследио успешно је, заједно са побуњеницима, надвладао Римљане, те су битку завршили као победници на бојном пољу. И даље се представљајући као слуга лојалан цару, послао је поруку Аркадију извештавајући га да су побуњеници исувише бројни да би силом могли да се умире те да је неопходно да се са њима преговара. На срећу, побуњеници су постављали крајње разумне захтеве који, препоручује он, треба да буду прихваћени без даљег одлагања. Први од ових захтева био је предаја Еутропија. Аркадије је оклевао; био му је још увек потребан његов стари собар јер се умногоме ослањао на њега. Али тада се јавио још један моћан глас- глас царице Евдоксије лично.
И тако је, невољно, цар дао наређење, а Еутропије је престрављен побегао у цркву Свете Софије и пао пред ноге патријарху, светом Јовану Златоустом, који је, како му је јецајући овај напоменуо, такође њему имао да захвали за свој положај. Овај несретни свештеник, који је у престоницу био намамљен на превару претходне године и који столицу патријарха, пре свега, никад није ни желео, имао је за свога самозваног доброчинитеља онолико мало наклоности колико и Евдоксија, али није могао да му ускрати право на уточиште. Кад су убрзо затим стигли војници са захтевом да им преда бегунца, он је неустрашиво стао пред њих и вратио их тамо одакле су дошли док је кукавни евнух дрхтао скривен иза олтара.
Еутропије је био сигуран у Светој Софији; на несрећу, као што је и сам добро знао, ту је, такође, био као у замци. Следећег дана, у недељу, после хладне и неудобно проведене ноћи морао је да истрпи и додатно понижење слушајући ону громовиту проповед због које је и сам проповедник добио име (Хризостом — дословно "Златоусти"), изречену пред огромним скупом, али посвећену само њему, евнуху, с темом: "Таштина над таштинама, све је таштина". Вероватно је баш ова хомилија која мора да га је привела скрушености више од било чега другог, убедила Еутропија да се на крају преда под условом да му живот буде поштеђен. Протеран је у егзил, на Кипар, али је на Гајнино инсистирање нешто касније доведен натраг и, с обзиром на то да је посебно наглашено да му је безбедност гарантована само у Цариграду, суђено му је у Халкедону где је и погубљен.

## Гајнин напад на Цариград
Гајна је победио, али му није било суђено да дуго ужива у тој победи. Почетком 400. године вратио се у престоницу, где је покушао да наметне своју моћ онако како су то Руфин и Еутропије учинили пре њега, али су га непријатељски настројени грађани спречили да достигне било шта слично томе; његов тајни покушај да освоји царску палату, вероватно са циљем да побије све у њој и да се домогне царског трона, био је осујећен готово пре него што је и започео.
У помањкању одговарајућих извештаја из тог времена немогуће је да се састави цела прича; некако пред сам крај лета, после више од шест месеци немира, Гајна је изненада наредио својој готској војсци да се спреми за полазак. Посумњавши да је посреди покушај неког новог државног удара, брижно становништво напунило је градске улице; настала је тако крајње напета ситуација да се између њих и варвара који су одлазили заметнуо бој. Већина ових потоњих већ је напустила град, али су преостали, у далеко мањем броју, постали лаке жртве антиготског расположења које је тињало годинама. Да би се спречило њихово бекство, била су затворена градска врата и до јутра их је било 7.000 мртвих, многи од њих били су живи спаљени у цркви близу царске палате у којој су покушали да нађу уточиште.

## Крај устанка
Сам Гајна је са преосталим делом војске безнадежно лутао Тракијом пре него што је покушао да преко Хелеспонта пређе у Азију, где је претрпео још теже губутке од војске верне цару која се ту сакупила да га сачека. Онда се некако опет пробио на север, према Дунаву, где је коначно пао у заробљеништво хунског краља Алдина, који му је одрубио главу и као поклон послао Аркадију. Тако је још један авантуриста, у покушају да нешто добије за себе у општој збрци која је владала у Царству, главом платио своју пренагљеност.